# Cylindromyia uruguayensis
Cylindromyia uruguayensis är en tvåvingeart som beskrevs av Guimaraes 1976. Cylindromyia uruguayensis ingår i släktet Cylindromyia och familjen parasitflugor. Inga underarter finns listade i Catalogue of Life.